# Manthes
Manthes é uma comuna francesa na região administrativa de Auvérnia-Ródano-Alpes, no departamento de Drôme. Estende-se por uma área de 6,83 km². Em 2010 a comuna tinha 674 habitantes (densidade: 98,7 hab./km²).